# Sterkia
Sterkia é um género de gastrópode  da família Chondrinidae.
Este género contém as seguintes espécies:
- Sterkia antillensis Pilsbry, 1920
- Sterkia calamitosa (Pilsbry, 1889)
- Sterkia clementina (Sterki, 1890)
- Sterkia eyriesii (Pilsbry, 1899)
- Sterkia hemphilli (Sterki, 1890)